# Huriel
Huriel je naselje in občina v osrednjem francoskem departmaju Allier regije Auvergne. Leta 1999 je naselje imelo 2.377 prebivalcev.

## Geografija
Kraj leži v pokrajini Bourbonnais 12 km zahodno od Montluçona.

## Administracija
Huriel je sedež istoimenskega kantona, v katerega so poleg njegove vključene še občine Archignat, Chambérat, La Chapelaude, Chazemais, Courçais, Mesples, Saint-Désiré, Saint-Éloy-d'Allier, Saint-Martinien, Saint-Palais, Saint-Sauvier, Treignat in Viplaix s 7.153 prebivalci.
Kanton je sestavni del okrožja Montluçon.

1. ↑  »Populations légales 2016«. Nacionalni inštitut za statistične in gospodarske raziskave. Pridobljeno 25. aprila 2019.